# Craig Wright
Craig Wright (Porto Rico, 26 aprile 1965) è un commediografo, sceneggiatore e produttore televisivo statunitense.

## Biografia
Nato nel 1965, Wright studia presso la St. John's University di Minneapolis, successivamente intraprende un master United Theological Seminary of the Twin Cities.
Ben presto si afferma come uno dei più stimati drammaturghi della scena americana contemporanea, tra le sue opere Recent Tragic Events, Orange Flower Water, Melissa Arctic, Main Street, Molly's Delicious e Pavilion, quest'ultimo nominato al premio Pulitzer nel 2006, che dal 2000 ha avuto più di 40 allestimenti.
È anche autore di The Unseen, tradotto in Italia ne Gli invisibili, rappresentando per la prima volta a Rapallo nella cornice di Valle Christi, il 2 agosto 2008.
Wright è anche un affermato sceneggiatore televisivo, autore e prodotto dei vari episodi della serie TV della HBO Six Feet Under. Ha fatto parte dello staff di autori della serie TV Lost, scrivendo gli episodi Orientamento e Storia di Kate. Sempre per la televisione, ha lavorato per la serie Brothers & Sisters - Segreti di famiglia ed è creatore, sceneggiatore e produttore esecutivo di Dirty Sexy Money.
Wright è anche un musicista, è stato co-leader della rock band alternativa The Tropicals, la band ha realizzato un album nel 1996, Live At The Jungle. Come membro della band Kangaroo, ha pubblicato due album, Phantom e Skyscraper Spaceship.
Nel 2012 crea per MTV la serie televisiva Underemployed - Generazione in saldo.
Nel 2016, debutta con Greenleaf , una serie trasmessa inizialmente su Oprah Winfrey Network e dal 3 marzo 2017 in Italia pubblicata su Netflix.